# Vulca
Vulca fue un artista de la ciudad etrusca de Veyes. Es el responsable de la creación de una estatua en terracota de Júpiter que estaba dentro del Templo de Júpiter Optimus Maximus sobre la Colina Capitolina, y posiblemente del Apolo de Veyes y la Loba Capitolina.